# Irlandzcy posłowie do Parlamentu Europejskiego 2024–2029
Irlandzcy posłowie X kadencji do Parlamentu Europejskiego zostali wybrani w wyborach przeprowadzonych 7 czerwca 2024, w których wyłoniono 14 deputowanych.

## Posłowie według list wyborczych
Fine Gael
- Nina Carberry
- Regina Doherty
- Seán Kelly
- Maria Walsh

Fianna Fáil
- Barry Andrews
- Barry Cowen
- Billy Kelleher
- Cynthia Ní Mhurchú

Sinn Féin
- Lynn Boylan
- Kathleen Funchion

Independent Ireland
- Ciaran Mullooly

Partia Pracy
- Aodhán Ó Ríordáin

Kandydaci niezależni
- Luke Flanagan
- Michael McNamara